# Live Science
Live Science là một website tin tức khoa học do Future plc điều hành thông qua Purch. Live Science đưa tin về những đột phá khoa học, dự án nghiên cứu, những câu chuyện thuộc nhiều chủ đề khác nhau như không gian, động vật, sức khỏe, công nghệ, văn hóa và Trái Đất, và những sự thật kỳ lạ từ khắp nơi trên thế giới dưới dạng tạp chí tin tức trực tuyến.

## Lịch sử
Live Science ban đầu được ra mắt vào năm 2004, nhưng sau đó đã bị đóng cửa và ra mắt lại vào năm 2007. Website này sau đó đã được Purch mua lại vào năm 2009 từ Imaginova.
Năm 2018, Future plc mua lại công ty mẹ của Live Science là Purch.